# Ho Gang
Ho Gang (kor. 호갱; ur. 8 kwietnia 1975) – północnokoreański łyżwiarz figurowy.
Brał udział w zimowych igrzyskach w 1988, na których wystąpił w zawodach solistów. Został sklasyfikowany na ostatniej, 28. pozycji. Dzięki startowi w tych igrzyskach jest najmłodszym olimpijczykiem w historii Korei Północnej.